# Духмяноцвіт
Духмяноцвіт; османт (Osmanthus) — рід квіткових рослин родини маслинові (Oleaceae). Об'єднує приблизно 28 видів, більшість з яких є ендеміками Східної Азії (Китай, Корея, Японія, Індокитай) та Гімалаїв. Деякі види поширені на Кавказі, Новій Каледонії, Суматрі. Висота — від 2 до 12 м. Вічнозелене дерево. Цвіте навесні, влітку й восени. Квітки до 1 см, у формі малих волоті, із сильним приємним запахом. Плід — маленька однонасінна ягода темного кольору, розміром 10—15 мм. У східноазійських країнах називається «корицевим деревом» (кит. і яп. 木樨), або «корицевим цвітом» (кит. і яп. 桂花). Поширена назва (з помилковою передачею латинських іменників) — «османтус».
В Україні зростає два види: духмяноцвіт запашний (Osmanthus fragrans) і духмяноцвіт різнолистий (Osmanthus heterophyllus) — у садах, парках, скверах Південного берега Криму.